# العلاقات اليمنية الكرواتية
العلاقات اليمنية الكرواتية هي العلاقات الثنائية التي تجمع بين اليمن وكرواتيا.

## مقارنة بين البلدين
هذه مقارنة عامة ومرجعية للدولتين:
| وجه المقارنة                                              | اليمن         | كرواتيا                                                  |
| --------------------------------------------------------- | ------------- | -------------------------------------------------------- |
| المساحة (كم2)                                             | 555.00 ألف    | 56.59 ألف                                                |
| عدد السكان (نسمة)                                         | 28.25 مليون   | 4.11 مليون                                               |
| الكثافة السكانية (ن./كم²)                                 | 50.9          | 72.63                                                    |
| العاصمة                                                   | صنعاء، عدن    | زغرب                                                     |
| اللغة الرسمية                                             | اللغة العربية | اللغة الكرواتية                                          |
| العملة                                                    | ريال يمني     | كونا كرواتية                                             |
| الناتج المحلي الإجمالي (بليون دولار)                      | 18.21 مليار   | 54.85 مليار                                              |
| الناتج المحلي الإجمالي (تعادل القوة الشرائية) بليون دولار | 75.69 مليار   | 94.64 مليار                                              |
| الناتج المحلي الإجمالي الاسمي للفرد دولار أمريكي          | 1.41 ألف      | 11.54 ألف                                                |
| الناتج المحلي الإجمالي للفرد دولار أمريكي                 |               | 21.64 ألف                                                |
| مؤشر التنمية البشرية                                      | 0.498         | 0.818                                                    |
| رمز المكالمات الدولي                                      | +967          | +385                                                     |
| رمز الإنترنت                                              | .ye           | .hr                                                      |
| المنطقة الزمنية                                           | ت ع م+03:00   | توقيت وسط أوروبا، ت ع م+01:00، ت ع م+02:00، أوروبا/زغرب ‏ |

## منظمات دولية مشتركة
يشترك البلدان في عضوية مجموعة من المنظمات الدولية، منها:
| علم المنظمة | اسم المنظمة                               | تاريخ انضمام اليمن | تاريخ انضمام كرواتيا |
| ----------- | ----------------------------------------- | ------------------ | -------------------- |
|             | يونسكو                                    | 2 أبريل 1962       | 1 يونيو 1992         |
|             | مؤسسة التمويل الدولية                     | 22 مايو 1970       | 25 فبراير 1993       |
|             | المركز الدولي لتسوية المنازعات الاستشارية | 20 نوفمبر 2004     | 22 أكتوبر 1998       |
|             | منظمة حظر الأسلحة الكيميائية              | ?                  | ?                    |
|             | مؤسسة التنمية الدولية                     | 22 مايو 1970       | 25 فبراير 1993       |
|             | وكالة ضمان الاستثمار متعدد الأطراف        | 12 مارس 1996       | 19 مارس 1993         |
|             | الاتحاد البريدي العالمي                   | ?                  | ?                    |
|             | الاتحاد الدولي للاتصالات                  | 1931               | 3 يونيو 1992         |
|             | منظمة الشرطة الجنائية الدولية             | ?                  | ?                    |
|             | الأمم المتحدة                             | 30 سبتمبر 1947     | 22 مايو 1992         |
|             | البنك الدولي للإنشاء والتعمير             | 3 أكتوبر 1969      | 25 فبراير 1993       |

## وصلات خارجية
- موقع وزارة الخارجية الكرواتية